# 托羅帕河

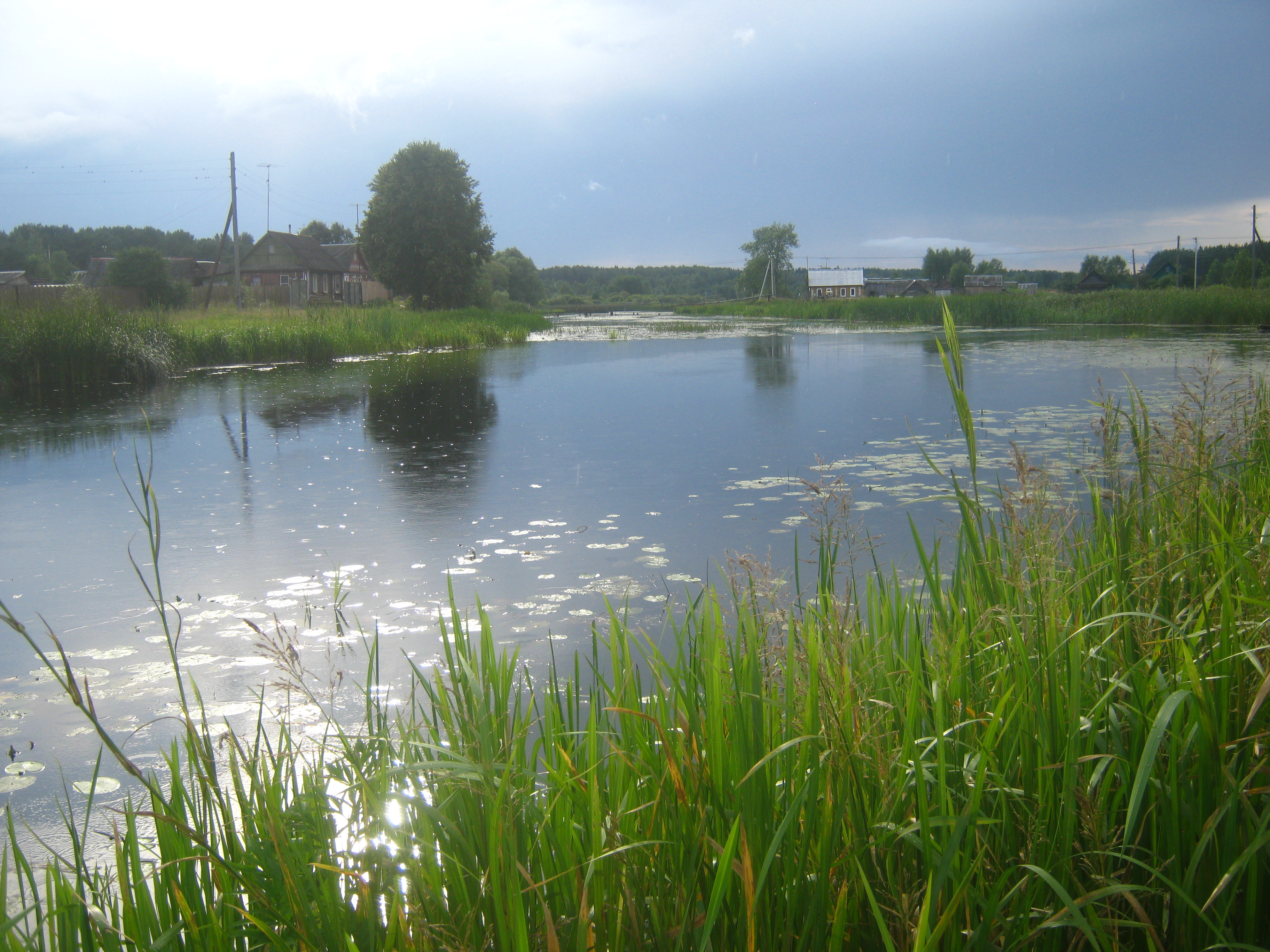

托羅帕河是俄羅斯的河流，屬於道加瓦河的右支流，由特維爾州負責管轄，河道全長174公里，流域面積約1,950平方公里，發源自瓦爾代高地，河水主要來自融雪，每年十一月至翌年四月結冰，河畔城鎮有托羅佩茨。